# Agostino Bassi
Agostino Bassi (Mairago, 25 de setembro de 1773 — Lodi, 8 de fevereiro de 1856) foi um entomologista italiano.

## Biografia
Em 1807, começou a estudar uma doença que atacava o bicho-da-seda, o "mal de segno", conhecido atualmente sob o nome de muscardina. A lagarta se cobria de um pó branco e morria. Esta doença começou primeiro a se manifestar na Itália seguidamente na França a partir de 1841 e, a partir 1849, as culturas foram praticamente abandonadas devido à sua devastação.
25 anos depois, em 1835, Bassi demonstrou que a muscardina era provocada por um certo tipo de fungo que nomeou de Botrytis paradoxa (atual Beauveria bassiana, Vuillemin, 1912). A Beauveria bassiana foi nomeada em sua homenagem.
Bassi publicou os resultados das suas pesquisas sob o título Del mal de segno, calcinaccio o moscardino (1835) e descreveu uma teoria que explica numerosas doenças dos vegetais, dos animais e dos humanos por organismos patogênicos. Reforçou assim, a teoria de que as doenças contagiosas como varíola, tifo exantemático, sífilis e cólera poderiam ter origem microbiana. Sua ideia era que, nos seres humanos, muitas doenças eram provocadas por microrganismos. Prefigurou desta maneira os trabalhos de Louis Pasteur e de Robert Koch. Descreveu também a forma de eliminar e prevenir este fungo. Os sucessos destas suas prescrições lhe valeram uma imensa notoriedade.
É igualmente o autor de trabalhos sobre a cultura das batatas, sobre o queijo, a vinificação, a lepra e a cólera.
Em 1953, o serviço postal italiano emitiu um selo pela comemoração do seu 180° aniversário de nascimento. O selo retrata Bassi rodeado por bichos da seda a forma adulta e na forma de pupas.

## Publicações
- "Sulla fabbrica del formaggio all'uso lodigiano" (1820).
- "Del mal del segno, calcinaccio o moscardino" (1835)
- "Del contagio in generale" (1844)